# ریشارد هیلدبرانت
ریشارد هیلدبرانت (به آلمانی: Richard Hildebrandt) (زاده ۱۳ می ۱۸۹۷، مرگ ۱۰ مارس ۱۹۵۲) یک ژنرال آلمانی در دوره رایش سوم و رهبر اس‌اس و پلیس در دریای سیاه بود.وی همچنین از سال ۱۹۴۳ تا سال ۱۹۴۵ رئیس اداره اصلی نژاد و اسکان اس‌اس بود.وی در سال ۱۹۴۵ دستگیر شد و در سال ۱۹۴۷ «دادگاه روشا» محاکمه گشت.

## جنایت علیه بشریت
دادگاه وی را در موارد ذیل جنایت علیه بشریت متهم شناخت:
- ربودن کودکان
- سقط جنین اجباری بر کارگران شرقی
- گرفتن کودکان کارگران شرقی
- مجازات غیرقانونی و ظالمانه افراد با ملیت خارجی به جرم مقاربت جنسی با آلمانی‌ها
- منع تولید مثل در اتباع دشمن
- مهاجرت اجباری افراد
- آلمانیزه‌ کردن اجباری ملیت‌های دشمن
- استفاده از اتباع دشمن به عنوان برده کار

وی در برنامه اوتانازی نازی‌ها موسوم به عملیات تی۴ نیز نقش داشت اما چون این برنامه علیه مردم آلمان اجرا می‌شد، این مورد در موارد ذیل جنایت علیه بشریت قرار نگرفت.
وی همچنین عضوی از اس‌اس بود و به همین دلیل به جرم عضویت در یک سازمان جنایت‌کار متهم شناخته شد.
وی در دادگاه به ۲۵ سال حبس محکوم شد.اما پس از مدتی تحویل مقامات لهستانی شد و در آن‌جا به اعدام محکوم شد.وی در نهایت در ۱۰ مارس ۱۹۵۲ در ورشو اعدام شد.